# NEC SX-ACE
SX-ACEはNECのベクトル型スーパーコンピュータシリーズであるSXシリーズの、2013年に発売されたモデルグループである。1 GHzで作動して瞬間的な最高性能はコアあたり64 GFLOPSでコア毎のメモリー帯域は毎秒64ギガバイトである。4コアが共有メモリーノードを形成して64ノードがラックに収まり、ラック毎の総合性能は16TFLOPSである。同社資料にあるラインナップは64ノードから512ノードまでとなっているが、ウェブページで公表している受注実績では特別仕様か、もっと多いノード数のサイトがある。最大は地球シミュレータ（の3代目システム）の5120ノードと思われる。
後継機は SX-Aurora TSUBASA。